# یوجی یامادا
یوجی یامادا (به ژاپنی: 山田洋次) ‏ (تاریخ تولد ۱۳ سپتامبر ۱۹۳۱ میلادی) کارگردان سینمای ژاپنی می‌باشد. شهرت او بیشتر به‌خاطر ساخت سری فیلم‌هایی به نام اوتوکو وا تسورای یو که در ایران با نام تورا-سان شناخته می‌شود، می‌باشد. او درحالی که تنها ۲۳سال داشت، اولین فیلم خود را کارگردانی کرد.یامادا یوجی از شهرت خوبی در کشور خود و هم سایر کشورهای آسیایی برخوردار است و همان‌طور که اشاره شد، شاخص‌ترین اثر او نزد ایرانی‌ها مجموعه فیلم‌های توراسان است.